# Aleppo-Seife

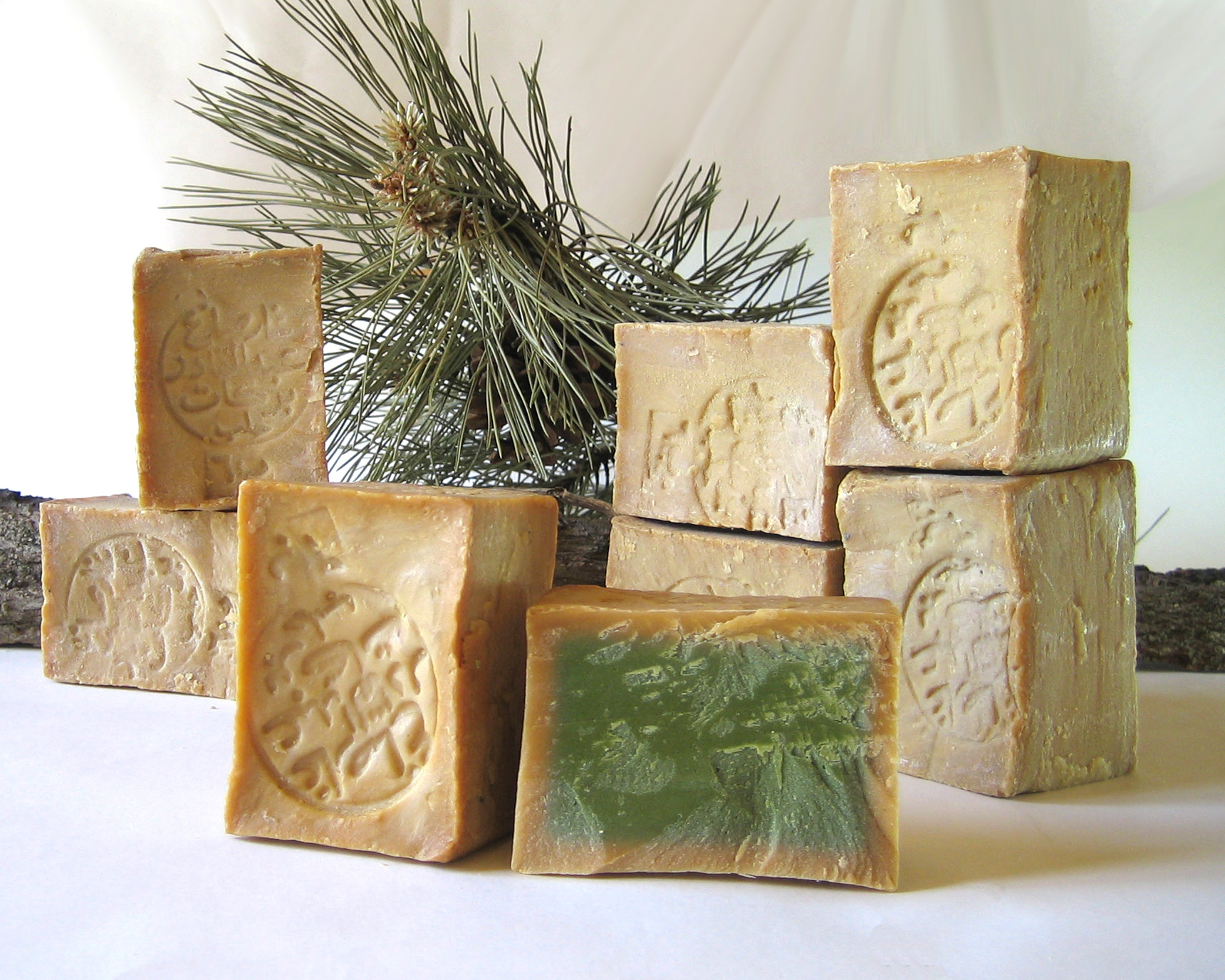
Gereifte Aleppo-Seife

Aleppo-Seife, auch syrische Lorbeerseife, französisch Savon d’Alep, arabisch Sabun al-Ghar oder Sabun Halabi (صابون حلبي), ist eine in und um Aleppo, mittlerweile auch außerhalb Syriens hergestellte Seife aus Olivenöl und aus einem variablen Anteil des Pflanzenöls von Beeren, gelegentlich auch zu einem geringen Anteil von Blättern, des Echten Lorbeers. Da das Produkt ohne Additive (z. B. Farbstoffe, künstliche Aromen, Parfüme, Stabilisatoren oder andere synthetische Stoffe) hergestellt wird, zählt die Aleppo-Seife zu den Naturseifen.
Im Jahr 2024 wurde Aleppo-Seife von der UNESCO in die Repräsentative Liste des immateriellen Kulturerbes der Menschheit aufgenommen.

## Herstellung

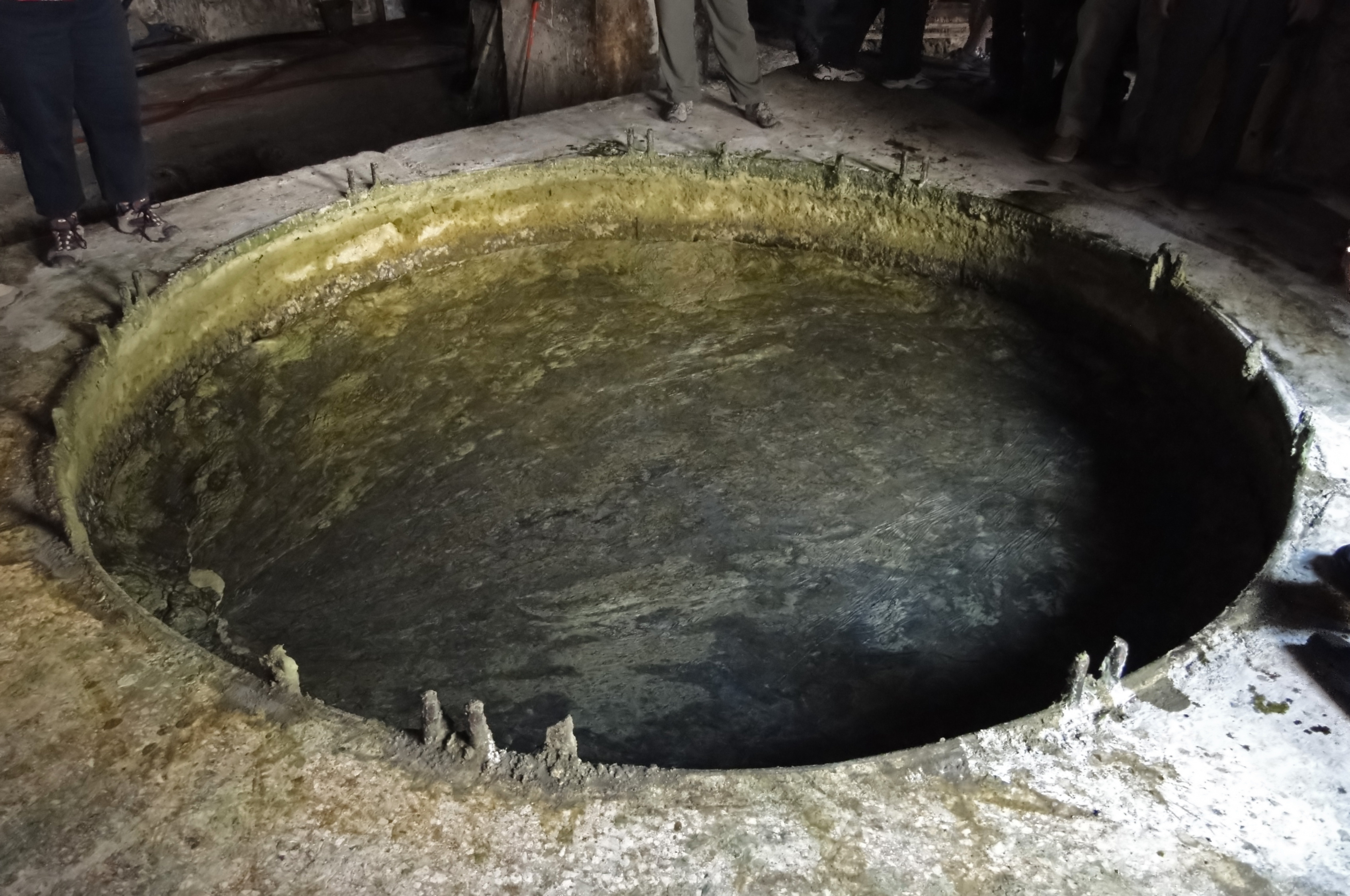
Bodenkessel zur Herstellung von Aleppo-Seife

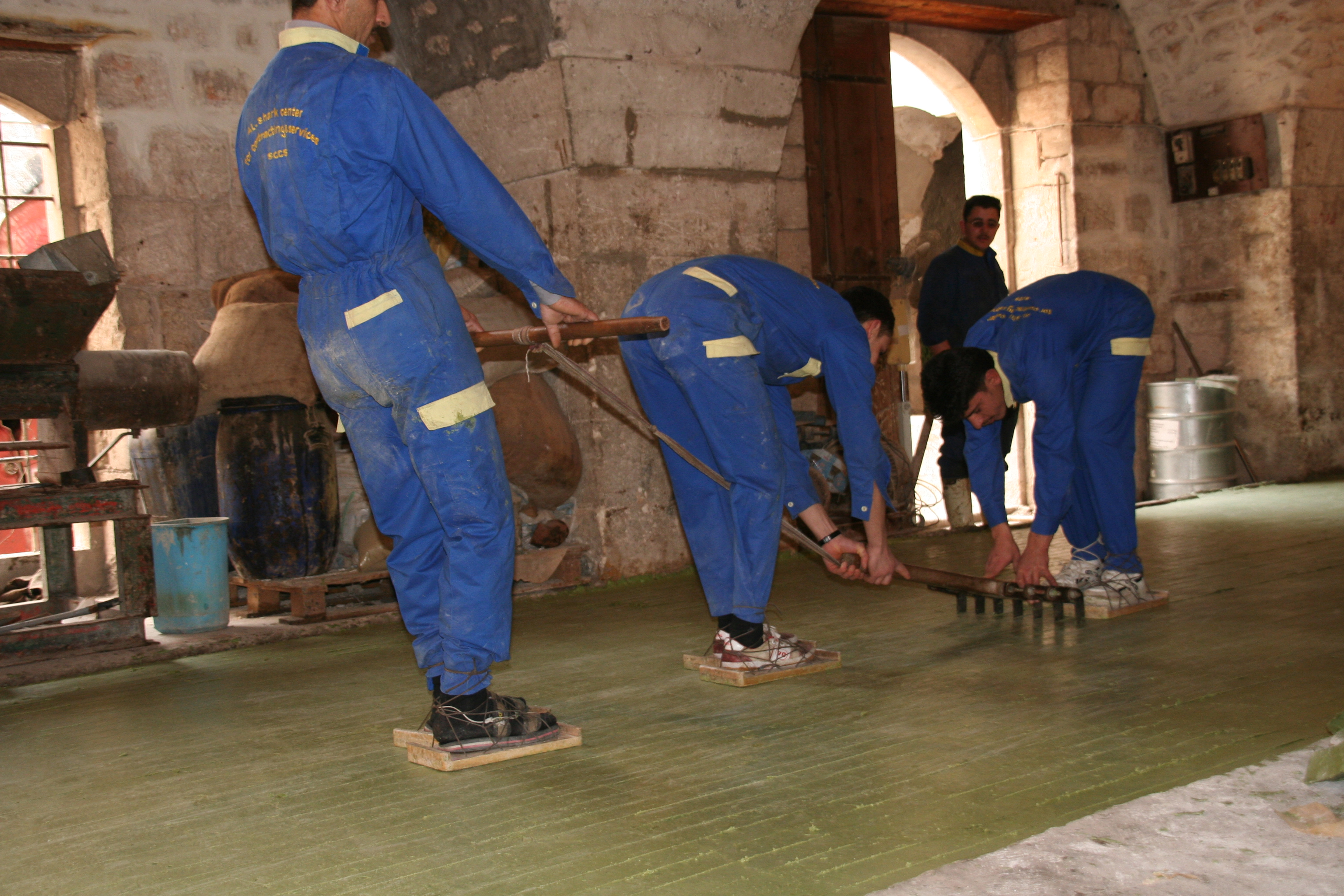
Schneiden der Seifenstücke auf dem Boden, nachdem die Seife ausgegossen, ausgekühlt und ausgehärtet ist

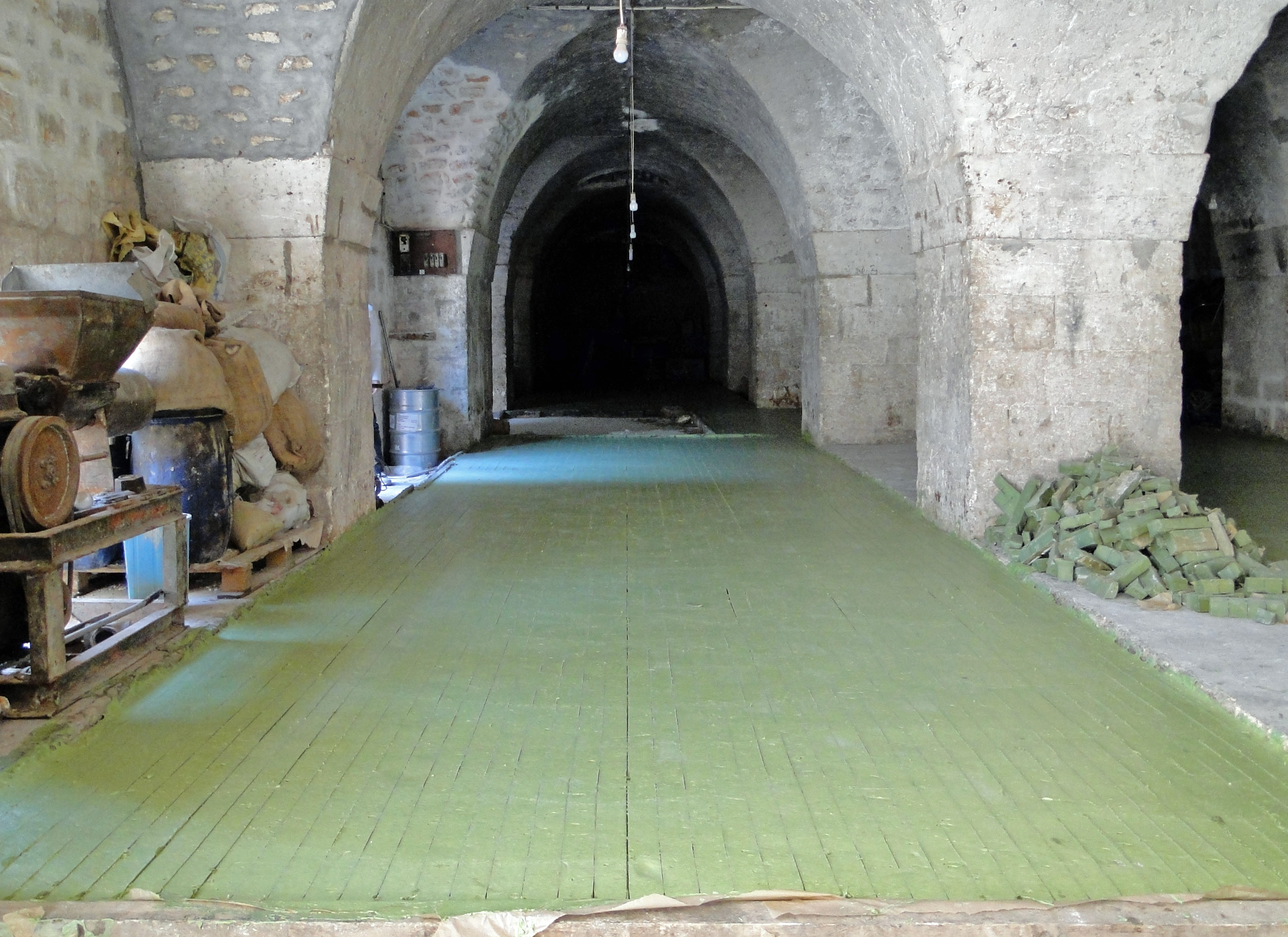
Geschnittene Aleppo-Seife vor der Prägung

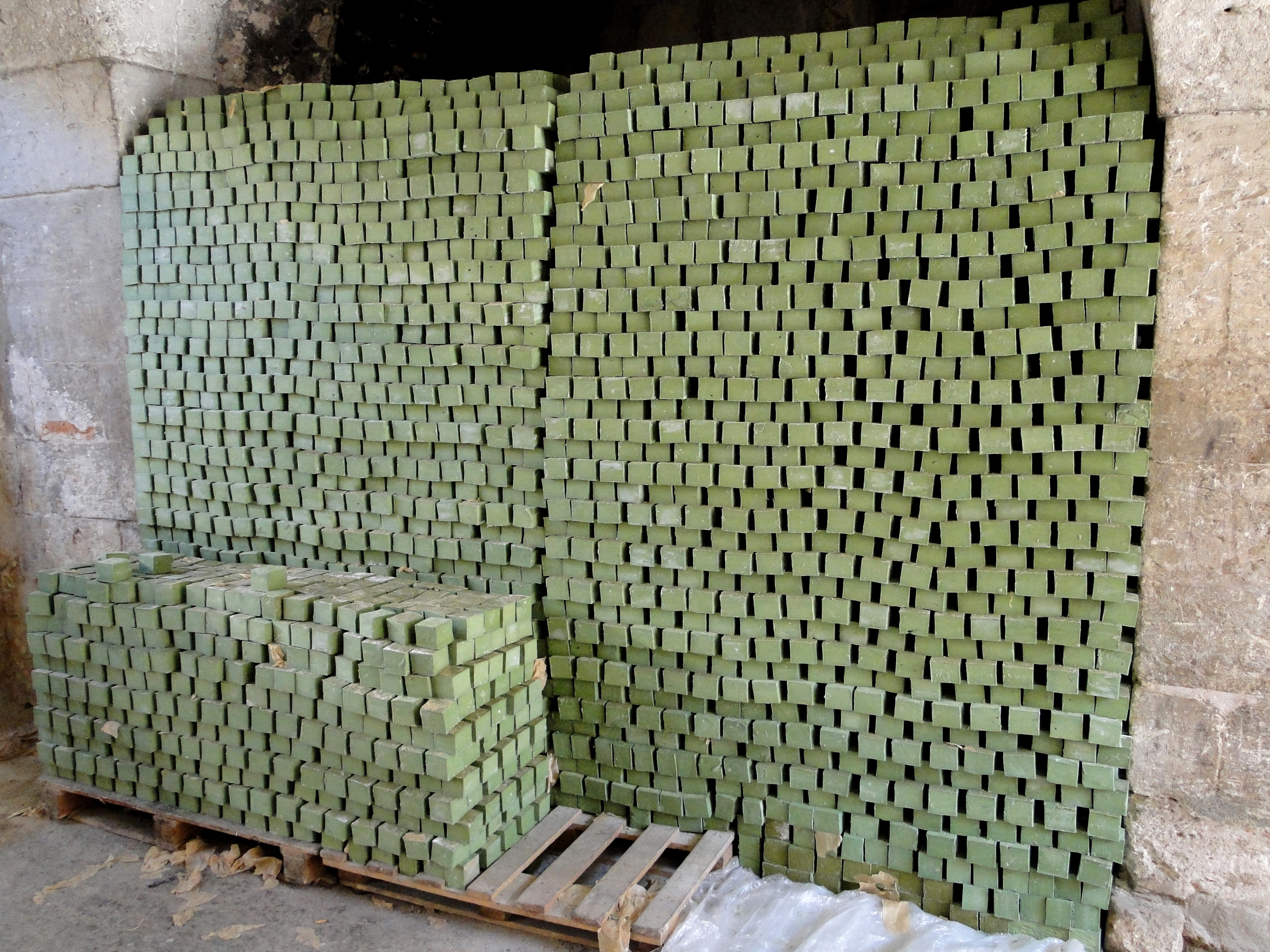
Aleppo-Seife während der Trocknung

Die vergleichsweise milde, aromatisch-würzig duftende sowie feinporig und schwach schäumende Aleppo-Seife ist eine einfache Kernseife. Bei der traditionellen handwerklichen Herstellung wird Olivenöl in Bodenkesseln auf offenem Feuer bis zu drei Tage unter häufigem Rühren auf etwa 200 °C bis zum Sieden erhitzt. Zur Verseifung werden portionsweise Wasser und Soda-Asche zugeführt. Dabei wird das Olivenöl in die Natriumsalze der Fettsäuren, die eigentlichen waschaktiven Substanzen, und Glyzerin aufgespalten.
Nach dem Ablauf dieses Verseifungsprozesses wird kurz vor dem völligen Aussalzen das Lorbeeröl hinzugegeben, dessen Anteil üblicherweise zwischen zwei und 40 Prozent, selten bis 60 Prozent der Ölmenge variiert. Dies erhöht die Festigkeit der Seife bei der späteren Trocknung, das feinporige Schäumen beim Kontakt und Verreiben mit Wasser sowie die rückfettende und antibiotische Wirkung beim Einsatz auf Haut und Haaren.
Bei der Produktion werden je nach Rezeptur außerdem Heil- und Duftkräuter sowie Duftöle (z. B. Rosenöl) beigegeben. Nach dem Sieden wird die Sodalauge abgelassen.
Anschließend wird die Seife solange mit frischem Wasser „gewaschen“, bis sie laugenfrei ist. Nachdem auch dieses Wasser abgelassen worden ist, bleibt die Seife zum Abkühlen und Entwässern über Nacht stehen. Die grüne Seifenpaste wird sodann dem Kessel entnommen und auf einer glatten, mit Folien ausgelegten Bodenfläche ausgekippt und geglättet. Mindestens 24 und bis zu 40 Stunden härtet und trocknet die Seife dort aus.
Die ausgehärtete Masse wird danach in rechteckige Seifenstücke geschnitten. Nach dem Schneiden werden die Stücke mit einem traditionellen Prägestempel gesiegelt. Mit Zwischenräumen auf Holzpaletten gestapelt folgt eine sechs- bis neunmonatige luftige, trockene Lagerung, die neben weiterer Trocknung und Aushärtung bewirkt, dass die Seifenstücke außen oxidieren und so eine Patina mit einem hellen, honig- bis sandfarbenen Ton annehmen, während ihr Kern die ursprünglich grünliche Farbe im Wesentlichen beibehält.

## Geschichte
Hergestellt wird sie seit vielen Jahrhunderten (möglicherweise seit dem 8. Jahrhundert nach Christus) von Seifensiedern in und um Aleppo (Syrien) während der „kalten“ Monate von November bis März. Heute wird der Großteil nach Europa und Ostasien als Naturkosmetikum exportiert, wobei sich das Geschäft als Folge des Bürgerkriegs in Syrien deutlich verringert hat. Nach einer Legende sollen schon die Pharaonin Kleopatra VII. und die Regentin Zenobia die Lorbeerseife geschätzt haben. Bereits im frühen Mittelalter wurde sie in der zivilisierten Welt gehandelt. Werkstätten, die sich anfangs im Stadtviertel Bab Qinnisrin gebildet hatten, wuchsen im 16. Jahrhundert dort und in weiteren Quartieren zu großen Fertigungsanlagen heran und begründeten eine moderne Seifenindustrie.

## Wirkungen und Einsatzmöglichkeiten
Die zur Körperreinigung, Hautpflege und Wundheilung eingesetzte Seife weist hohe Anteile an Linolsäure auf und ist reich an den Vitaminen A und E sowie an Mineralien wie Kalium, Magnesium und Kalzium. Vor allem durch das Lorbeeröl wirkt die Seife neben der Reinigung als Adstringens, antibiotisch und antifungal auf die Haut, außerdem stimulierend und rückfettend. Medizinisch wurde sie insbesondere gegen Krätze, Läusebefall, Schuppenflechte, Nagelbettentzündung, Akne und Ekzeme (Neurodermitis) eingesetzt. Auch bei gewöhnlichen Insektenstichen und Schürfwunden sowie bei Prellungen, Verstauchungen und rheumatischen Beschwerden soll sie Linderung verschaffen. Des Weiteren wird sie zur Haarwäsche (auch Bartwäsche) und gegen Kopfschuppen angewandt. Einige Menschen reagieren auf das Lorbeeröl, das insbesondere das Kontaktallergen Costunolid enthält, allerdings allergisch. Auch die potenziell allergen wirkenden Sesquiterpenlactone Dehydrocostuslacton, Eremanthin, Laurenobiolid und Zaluzanin D können in dem Öl und damit in der Seife in unterschiedlichen Graden enthalten sein. Der pH-Wert der Seife, deren Fettsäuren ungesättigt sind und von der Haut an- und aufgenommen werden, liegt bei 8 und 9. Damit gehört die Seife zu den Produkten einer basischen Haut- und Haarpflege. Mitunter wird die Aleppo-Seife auch zur Wäsche von Kleidung, zur Reinigung von Fell, Leder und Haushaltstextilien, zur Zahnreinigung oder als Rasierseife eingesetzt, ferner als Repellent gegen Insekten (etwa in Kleiderschränken). Bei trockener Lagerung zwischen 0 und 40 °C behält die Seife ihre Qualität über mehrere Jahre.

## Europa- und deutsches Bundesrecht
Zur „Erhaltung der Volksgesundheit“ untersagte die Europäische Wirtschaftsgemeinschaft durch Richtlinie 76/768/EWG ihren Mitgliedstaaten 1976, Kosmetika in Verkehr zu bringen, die Lorbeeröl enthalten (Anhang II, Nr. 359). In der deutschen Fassung wurde das „Öl“ vom Echten Lorbeer nicht näher spezifiziert, während in der englischen Fassung nur vom oil from the seeds ‚Samenöl‘ die Rede war.
Diese Richtlinie ist mit dem 11. Juli 2013 außer Kraft getreten. Die sie ersetzende Verordnung (EG) Nr. 1223/2009 verbietet per 2020 die Verwendung von Kirschlorbeerwasser und von Lorbeersamenöl vom Echten Lorbeer in kosmetischen Mitteln (Anhang II, „Liste der Stoffe, die in kosmetischen Mitteln verboten sind“, Nr. 291 und Nr. 359). Damit ist die Herstellung, der Vertrieb und der Handel von Aleppo-Seife, die nur Lorbeerfruchtöl (Inhaltsstoffangabe „laurus nobilis (laurel) fruit oil“) enthält, als kosmetisches Mittel innerhalb der Europäischen Union nicht untersagt. Da es sich bei diesem Rechtsakt um eine EU-Verordnung und nicht um eine EU-Richtlinie handelt, ist eine Umsetzung in nationales Recht grundsätzlich nicht notwendig, sondern diese Regelung ist in den Staaten der EU direkt anwendbar.